# Francesco Armellini de' Medici
Pour les articles homonymes, voir Armellini.
Francesco Armellini de' Medici, né Pantalissi (né le 13 juillet 1470 à Pérouse, en  Ombrie et mort à Rome en octobre 1527) est un cardinal italien du XVIe siècle. Son père est commerçant.

## Biographie
Francesco Pantalissi est protonotaire apostolique, secrétaire du pape Jules II, secrétaire du Collège  des cardinaux et clerc à la chambre apostolique. Ses compétences à récolter les impôts lui valent la faveur du pape Léon X, qui le fait adopter dans la famille Médicis. Pantalissi peut dès lors ajouter le nom de Médicis à son propre patronyme.
Le pape Léon X le crée cardinal lors du consistoire du 1er juillet 1517. Le cardinal Armellini est administrateur du diocèse de Gerace et Oppido de 1517 à 1519. Il est nommé légat dans les Marches et en France et intendant des finances du pape. Aremllini est camerlingue de la Sainte Église à partir de 1521, mais n'est pas aimé par le peuple romain en raison des taxes qu'il lève.
Le cardinal Armellini participe au conclave de 1520-1521 lors duquel Adrien VI est élu, et au conclave de 1523 (élection de Clément VII). À partir de 1525 il est archevêque de Tarente et est nommé aussi vice-chancelier de la Sainte-Église. Pendant le sac de Rome (1527), lors de l'assaut des troupes du connétable de Bourbon sur Rome, il se réfugie au château  Saint-Ange dans des conditions rocambolesques (les portes du château étant closes, il est hissé au sommet d'une muraille dans un panier tiré par une corde). Tous ses biens, qui étaient considérables, sont pillés par les troupes impériales.
Le cardinal Armellini est mort en octobre 1527 au château Saint-Ange.

## Sources
- Fiche du cardinal sur le site fiu.edu